# Даубле (озеро)
Даубле (бел. Да́ўблі) — озеро в Браславском районе Витебской области. Относится к бассейну реки Друйка. Расположено возле деревни Даубле в 12 км в юго-западном направлении от города Браслав. Входит в группу Браславских озер и находится на территории Национального парка «Браславские озера».

## Описание
Площадь зеркала 1,64 км², длина 3,97 км, наибольшая ширина 0,61 км, максимальная глубина 25,8 м, длина береговой линии около 13,1 км. Объем воды около 13,11 млн м³, площадь водосбора около 13,1 км².
Местность грядисто-холмистая, поросшая небольшими лесными массивами и рощами, кустарником и редколесьем. Котловина озера ложбинного типа со склонами до 15 м. Берега высокие, в кустарнике и редколесье, местами абразионные. Береговая линия извилистая. Мелководье неширокое, песчаное и песчано-галечниковое, на глубине илистое дно. Озеро вытянуто с юго-запада на северо-восток. Набольшая глубина 25,8 м - у восточного берега северного плёса напротив д. Петкунишки. По центру средней части озера есть глубины до 24 м, у д. Даубли ближе к северо-западному берегу глубины доходят до 23 м. Зарастает озеро умеренно. 
Впадают 2 ручья, вытекает ручей, являющийся притоком р. Окуневка. 
На берегах озера расположены деревни Даубли, Купчени, Петкунишки, Кумпини.  
В озере обитают окунь, плотва, лещ, щука, линь и другая рыба. Производится промысловый лов рыбы. Организовано платное любительское рыболовство.